# Vlag van Gävleborg

Vlag van Gävleborgs län

De vlag van Gävleborg is de vlag van Gävleborgs län, een provincie in Zweden. De vlag bestaat uit vier delen afgeleid uit de vlaggen van de landschappen Gästrikland en Hälsingland. Het is een vierkante banier van het wapen van deze Zweedse provincie. De vlag en het wapen werd op 14 oktober 1938 officieel aangenomen.

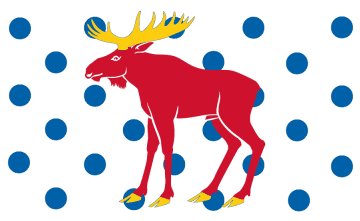
Vlag van Gästrikland
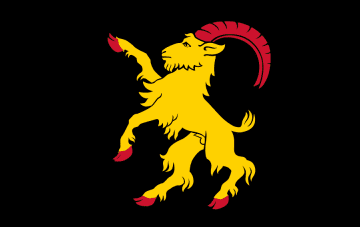
Vlag van Hälsingland